# Villa Virginia
Villa Virginia, già nota come Villa Thiem, è una storica residenza eclettica di Sanremo in Italia.

## Storia
La villa venne eretta tra il 1883 e il 1885 secondo il progetto dell'architetto Pio Soli su commissione del barone tedesco Adolph Thiem. Questi, dopo aver risieduto a partire dagli anni 1870 a Villa Noseda, voleva infatti dotarsi di un'abitazione più spaziosa in modo tale da accogliere la sua grande collezione di opere d'arte. La costruzione avvenne in un periodo in cui la zona a ponente di Sanremo, e in particolar modo la zona più alta di corso degli Inglesi, sul quale si affaccia la villa, veniva interessata da un grande sviluppo edilizio.
Allo scoppio della prima guerra mondiale il barone lasciò Sanremo, mentre la sua collezione d’arte veniva in buona parte rilevata dal Kaiser-Friedrich-Museum, divenuto oggi il Bode-Museum, di Berlino. Nel primo dopoguerra la proprietà venne quindi acquistata dall’ingegnere Pippo Pedriali, che diede il nome di "Virginia" alla villa in onore di sua moglie.

## Descrizione
La villa, che sorge lungo il corso degli Inglesi nella collina a ovest del centro di Sanremo, presenta uno stile eclettico. Il suo giardino confina a sud-est con quello dell'attigua Villa Fiorentina.
L'impianto dell’edificio richiama per certi versi quello del quasi contemporaneo Castello Marsaglia. È infatti composto da due volumi disposti a formare una "T". La facciata principale è invece movimentata dalla presenza di una torretta angolare con una balconatura traforata disposta lungo il profilo degli spalti e da quella di un avancorpo sporgente.
L'apparato decorativo delle facciate è particolarmente elaborato. Oltre ai cornicioni e alle mensole è bene porre l'attenzione sul fregio pittorico situato sotto la cimasa, contraddistinto da tipici motivi fitomorfi che preannunciano l'Art nouveau.
Il nucleo centrale dell'edificio è costituito da un grande salone nel quale erano originariamente esposti i quadri d’arte veneta e fiamminga del barone Thiem, tra i quali alcuni capolavori di Rembrandt e Van Dick, e varie statue, illuminati dalla luce naturale proveniente da una vetrata sul soffitto, oggi andata perduta. Rimangono invece le pregevoli vetrate che caratterizzano la villa, assieme al monumentale scalone dalle forme classicheggianti.

## Galleria d'immagini

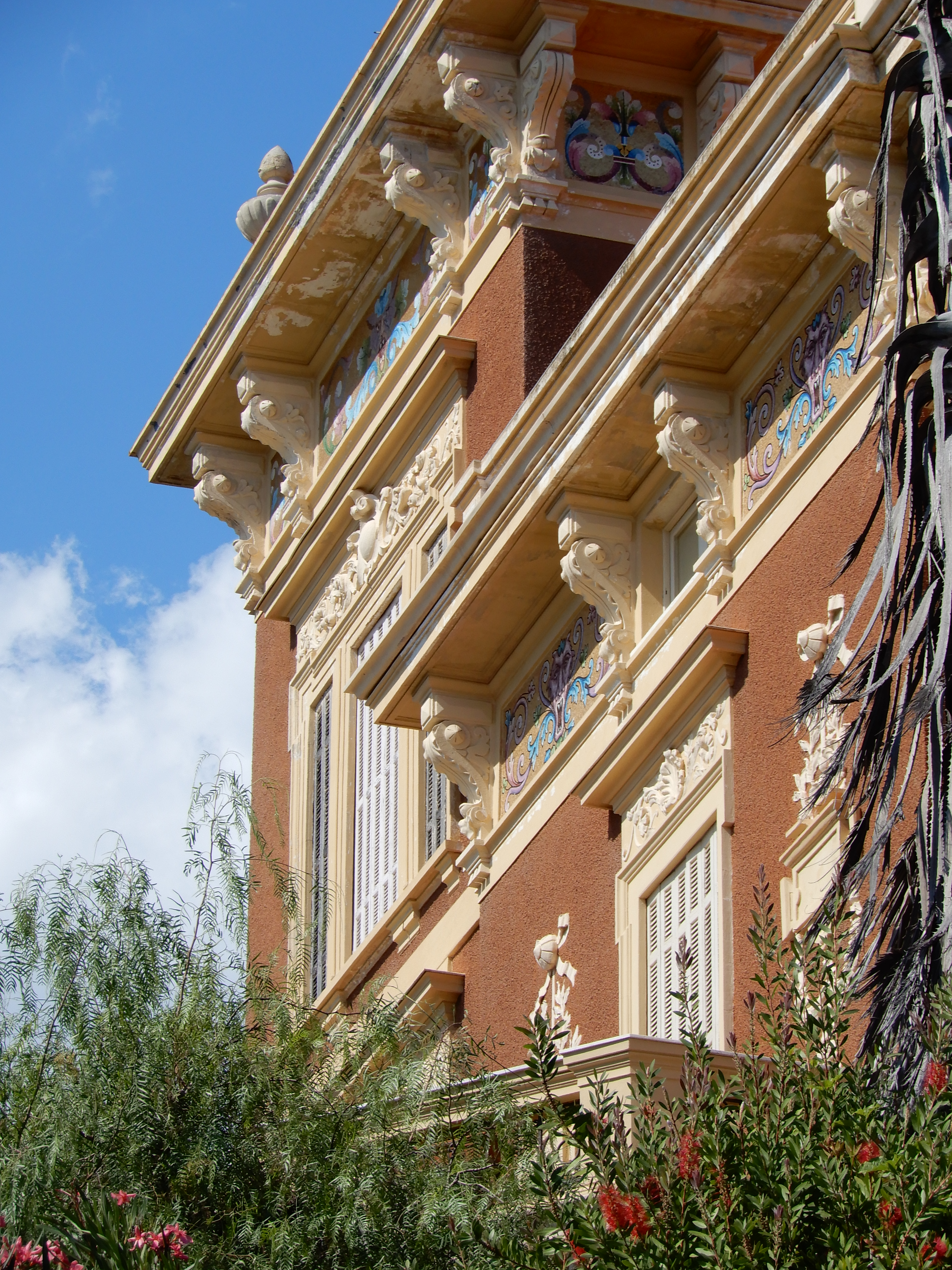
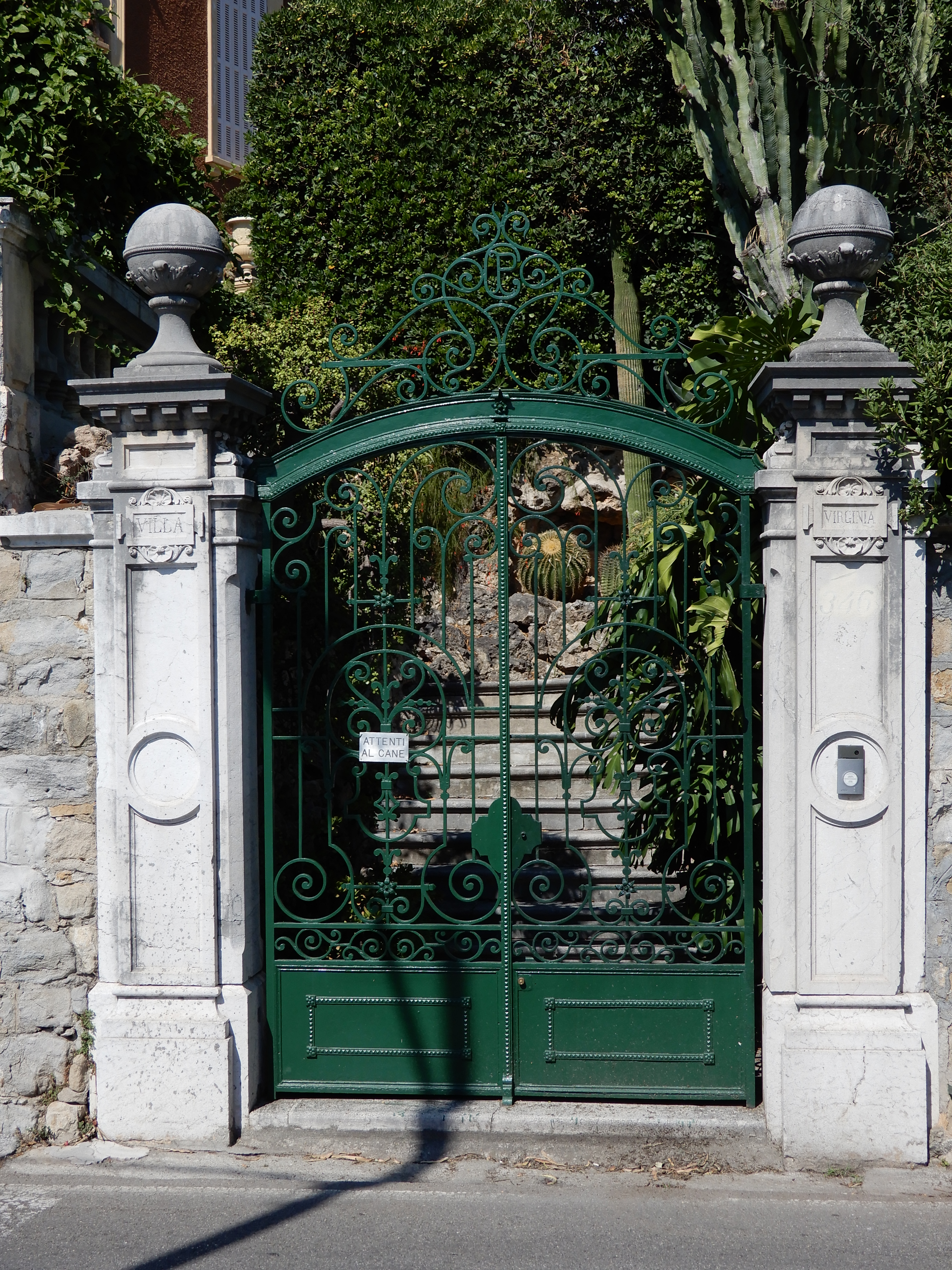
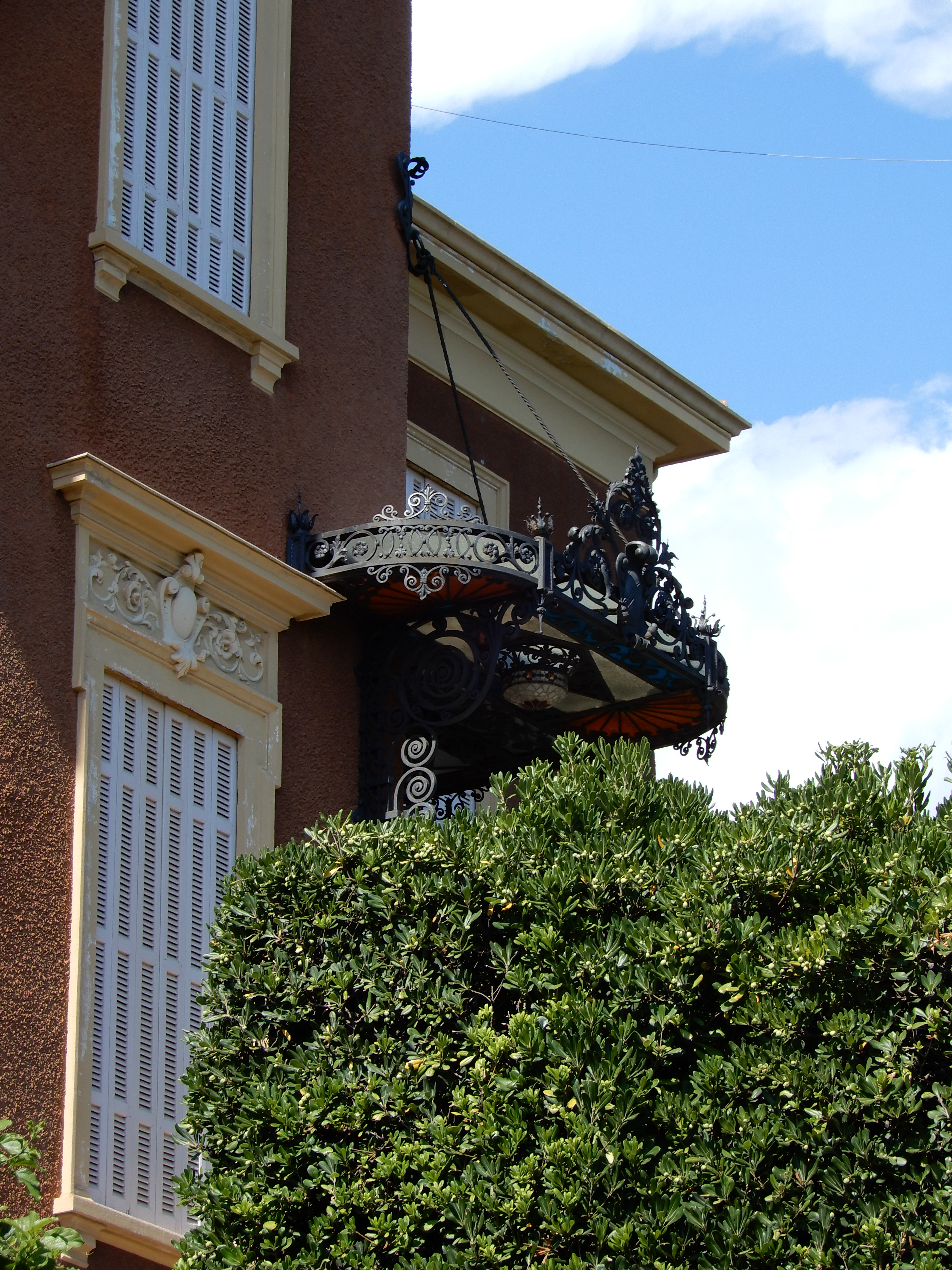